# Радянська музика
Термін «радянська музика» відносять до музичного мистецтва і культури багатьох народів, що опинилися в XX столітті під радянською владою. Її відправною точкою вважаються події жовтневого перевороту 1917 року, після якого однією з державних задач стало «прилучення трудящих до основ музичної культури». Таким чином епоха радянської музики охоплює період з кінця 1917 до розпаду СРСР у 1991 році. 

## 1917—1932
1918 року на підставі Декретів Ради народних комісарів у ведення держави увійшли Московська та Петроградська консерваторії (12 липня), а згодом і інші навчальні заклади, концертні установи, театри. Розповсюдження отримали концерти і лекції для широкого кола слухачів, «народні консерваторії» тощо. Створюються різні форми організованого аматорського музикування, зокрема таке специфічне явище як оркестри народних інструментів.
В роки громадянської війни більшовицький рух знайшов відображення у низці масових пісень, зокрема «По долинам и по взгорьям», «Смело мы в бой пойдём», у ряді пісень А.Давиденка, С. та Дм. Покрасса, які пізніше складали вагому частину репертуару самодіяльних і професійних колективів.
В той же час доля музикантів, що починали працювати у «дореволюційні» роки склалася по-різному. Так, С.Рахманінов вважав, що за ломкою старого устрою «мистецтва, як такого бути не може» і 1917 року іммігрував за кордон. В імміграції опинились також І. Стравінський (з 1910) та С. Прокоф'єв (з 1918 по 1934). Знайшли свій порятунок в еміграції і ряд вихідців з України, зокрема бандурист Василь Ємець (з 1920) та піаніст Володимир Горовиць (1925). Трагічно склалася доля М.Леонтовича, убитого чекістом 1921 року.
У 1920-х роках формуються ідейно-естетичні принципи радянської естрадної музики як мистецтва (В.Арсланов, П.Козицький, Ю.Мейтус). Відповідно до цих принципів культивується загальнодоступність, легкість сприйняття. В цей період домінує ідея будування "мистецтва для всіх" шляхом переорієнтації усіх жанрів музичного мистецтва на створення однорідної "музики для мас", причому, фахівці повинні були орієнтуватись на смак, музичний рівень мас.
1920-ті роки пройшли під знаком багатоманіття творчих шукань. В радянській Росії найвпливовішими були дві творчі організації — Російська асоціація пролетарських музикантів, що виступала за «демократизацію» радянської музики на основі масової пісні та Асоціація сучасної музики, що виступала за високий професіоналізм і пропагувала твори як радянських так і зарубіжних композиторів того часу. На цей же період припадають ранні твори Д.Шостаковича, відмічені революційною тематикою і, в той же час, експериментаторським хистом (наприклад симфонії № 2 «Жовтню», і № 3 «Першотравнева»). В Україні в ці роки діяло Музичне товариство імені Миколи Леонтовича, в цей час були написані ранні твори Л. Ревуцького і Б. Лятошинського. Напрямок "радянського джазу" розвивав Леонід Утьосов. 
Становлення композиторської школи відбулося в ряді радянських республік, зокрема це творчість Паліашвілі в Грузії та Спендіарова у Вірменії. В різних містах Радянського Союзу відкривалися нові театри, концертні та освітні музичні установи.

## 1932—1958
1932 рік став переламним в історії радянської музики, відкривши епоху жорсткого ідеологічного тиску і репресій інакомислячих. Видана 23 квітня Постанова ЦК ВКП про перебудову літературно-художніх організацій ліквідовувала усі існувавші на той момент в СРСР творчі організації, вбачаючи в них «небезпеку... відриву від політичних завдань сучасності...», створюючи натомість централізовані творчі спілки, серед яких — Спілка композиторів СРСР. Подібно іншим радянським мистецьким союзам, Спілка композиторів ставила перед своїми членами за мету «утвердження в радянській музичній творчості принципів соціалістичного реалізму», піддаючи при цьому цькуванню тих композиторів, що не додержувались цього методу.
Зокрема яскравими документами тієї епохи стали стаття в газеті «Правда» «Сумбур замість музики» (1936), в якій було піддано критиці Д. Шостаковича, а пізніше — Постанова ЦК ВКПб про оперу «Великая Дружба» Мураделі (1948). Найтрагічніше склалася доля діячів кобзарського мистецтва, з яких, за різними підрахунками, від 200 до 337 чоловік стали жертвами радянського терору, зокрема був розстріляний Гнат Хоткевич.
У той же час соцреалізм породив велику кількість опер і балетів радянської тематики, серед перших — «Тихий Дон» І.Дзержинського (1932), «Червоний мак» Р. Глієра (1927). Примножувалися і входили до репертуару самодіяльних та професійних колективів пісні, що прославляли комуністичну партію та її вождів.
У роки Другої світової війни багато радянських композиторів було евакуйовано на схід, зокрема в республіки Середньої Азії, що прискорило становлення класичної школи у цих республіках. Патріотична тематика воєнних років знайшла відображення у творчості багатьох композиторів, передусім в «Ленінградській» симфонії Шостаковича, що була написана і виконана 1942 року в блокованому Ленінграді.
Повоєнні роки відзначилися відновленням ідеологічного тиску, цей період став відомий під назвою «Доктрина Жданова». Пресинг віддзеркалювався і на особистому житті музикантів, зокрема було репресовано й заслано до Воркути за звинуваченнями у шпигунстві жінку С.Прокоф'єва, Ліну.

## 1958—1990
1958 року після приходу до влади М.Хрущова було видано Постанову ЦК КПРС про виправлення помилок в оцінці опер «Великая Дружба», «Богдан Хмельницкий» і «От всего сердца», що пом'якшила ідеологічний пресинг. 1960-ті роки відзначились проривом в музичній культурі, торкнувся музичної сфери і дисидентський рух. Авангардні європейські композиторські техніки увійшли в творчість ряду композиторів Росії (А. Шнітке, С. Губайдуліна, Е. Денісов, частково — Р.Щедрін), України (Л. Грабовський, В. Сильвестров, В.Годзяцький), та інших республік — Г. Канчелі (Грузія), К. Караєв (Азербайджан), А. Тетрерян (Вірменія) та інших.
Після зняття післявоєнної заборони (кінець 1950-х рр.) на джаз, на початку 1960-х років організовуються перші джазові фестивалі.
У Москві працювала лабораторія електронної музики, де з синтезатором АНС працювали Е.Артем'єв та інші композитори. Визначними шедеврами стали пізні твори Д.Шостаковича і Б.Лятошинського.
Проте вже у другій половині 1970-х молоді композитори зазнають нещадної критики, зокрема офіційному бойкоту в СРСР були піддані твори композиторів, що потрапили у т.зв. Хрєнніківську сімку. Цензура проявилася і в суттєвих обмеженнях у видавництві творів композиторів країн «капіталістичного табору».
1970-ті роки — 1980-ті роки — це епоха розквіту радянської естради. Серед відомих композиторів — Раймонд Паулс, Олексій Рибніков, Олександра Пахмутова, Давид Тухманов, в Україні — Володимир Івасюк, О. Білаш, В. Верменич, І. Карабиць. Виникає бардівська пісня (Володимир Висоцький, Булат Окуджава), вокально-інструментальні ансамблі «Пісняри», «Самоцветы», «Червона Рута»; пізніше — рок-музика (російські гурти «Машина времени», «Аквариум», «Наутилус Помпилиус», «Кино», «ДДТ», українські гурти — «Воплі Відоплясова», «Криголам» та інші.)
Станом на 1988 рік в Радянському союзі працювало: 48 театрів опери та балету, 22 консерваторії, 3 музично-педагогічних інститути, близько 250 музичних училищ, близько 8000 дитячих музичних шкіл, видавалися музичні журнали «Советская музыка», «Музыкальная жизнь», «Музика».